# Taparita
Taparita, pleme američkih Indijanaca porodice Otomacan nastanjeno u prvoj polovici 17. stoljeća u Venezuela|Venezueli na llanosima u području rijeke Orinoco i u susjedstvu plemena Otomaco, Guamo i Yaruro. Prema antropologu Miguel Acosta Saignesu, ova četiri plemena čine jedan od 9 kulturnih područja Venezuele, a prostire se u cijelom kraju omeđenim velikim rijekama Apure i Orinoca. Taparita i Otomaco jezično čine samostalnu porodicu. – Pedro de Alcalá 1716. na njihovoj zemlji utemeljuje San Antonio de Sarare kojeg 1717. pogodi strahovita epidemija prilikom čega strada mnogo Indijanaca, među kojima je vjerojatno bilo pripadnika raznih plemena: Cherrecheres, Guamonteyes, Guamos, Atures, Achaguas, Guáricos, Taparitas, Gayones i Otomacos, koji se razbježaše iz tog kraja. Sredinom 18. stoljeća neke od njih pokrštavaju Miguel Francisco Vélez i Gregorio de Benacoaz. 